# Bundespräsident Gustav Heinemann (Briefmarkenserie)
Bundespräsident Gustav Heinemann ist eine bundesdeutsche Dauermarkenserie, die von 1970 bis 1973 erschien und bis etwa 1975 in Gebrauch war. Die Marken erschienen bei der Deutschen Bundespost und bei der Deutschen Bundespost Berlin. Die Berliner Werte unterschieden sich dabei nur durch Schriftzug „Berlin“; Farbe und Wert waren gleich. Auch die Erscheinungsdaten der bundesdeutschen und der dazugehörigen Berliner Ausgabe waren gleich. Die Berliner Marken waren bis zum 31. Dezember 1991 frankaturgültig, die bundesdeutschen Ausgaben bis zum 30. Juni 2002.

## Ausgabeanlass
„Eine neue Postwertzeichen-Dauerserie, die als Motiv eine Kopfbildwiedergabe des Herrn Bundespräsidenten Dr. Gustav Heinemann trägt, wird vorbereitet. Sie soll die Postwertzeichen-Dauerserie Deutsche Bauwerke aus 12 Jahrhunderten ablösen. Am 23. Juli 1970, dem Geburtstag des Herrn Bundespräsidenten, erscheinen die ersten beiden Werte zu 5 Pf und 1 DM.“

## Motiv und Druckverfahren
Das Motiv war auf allen Werten gleich und zeigte das Porträt des – aus der Sicht des Betrachters nach links blickenden – dritten Bundespräsidenten Gustav Heinemann. Der Entwurf hierzu stammte von Professor Karl Hans Walter aus Nürnberg.
Die Serie bestand aus jeweils einfarbigen Bogenmarken und umfasste 21 (Berlin: 23) Werte. Die Marken wurden ausschließlich in Bögen zu je 100 Marken, auf weißes fluoreszierendes Postwertzeichenpapier, im Stichtiefdruck in der Bundesdruckerei Berlin gedruckt. Die im Hochformat gedruckten Marken hatte eine Einzelgröße von 23 × 27,32 mm. Der Stich erfolgte von Hans-Joachim Fuchs.

## Besonderheiten
- Die Marken zu 8 und 15 Pfennig erschienen nur in Berlin, da es nur dort diese Portostufe gab (Postkarte innerhalb Berlins)
- Ursprünglich war die Ausgabe eines 5-Mark-Wertes geplant. Die Michel-Nummern Bund 646 und Berlin 371 wurden dafür freigehalten und wurden dann nie neu vergeben, um nicht alle nachfolgenden Nummern ändern zu müssen.
- Seit der Einführung von Rollenmarken handelt es sich bei der Heinemann-Serie um die erste Dauerserie, die nur in Bogenform erschien. Für Rollenmarken wurde in kurzem zeitlichen Abstand eine eigene Serie Unfallverhütung (Briefmarkenserie) ausgegeben.
- Als Dauermarkenserie wurden auch einige Marken als eingedruckter Wertstempel für Postkarten benutzt. Insgesamt erschienen in Berlin 14 und in Westdeutschland 12 Postkarten.
- Nach Aufbrauch der Serie geriet der 50-Pfennig-Wert der Ausgabe Bund Anfang der 1980er-Jahre unter Spekulationseinfluss. Obwohl der Wert in einer Auflage von über 1,2 Milliarden Stück gedruckt worden war und ab 1. April 1974 vorübergehend (als Standardbriefporto) ein gängiger Wert war, stieg der Katalogwert für ein postfrisches Exemplar teilweise auf bis zu 50 DM. Später pendelte sich der Wert auf 2 Euro ein.

## Heinemann und die Folgen
Eine wichtige Regel bei der Ausgabe bundesdeutscher Briefmarken war und ist es, mit Ausnahme des Bundespräsidenten keine lebenden Personen abzubilden oder zu ehren, eine Ausnahme gab es erstmals im Februar 1977, als der französische Politiker und Staatsmann Jean Monnet zum Ehrenbürger Europas ernannt wurde. Die erste Briefmarke im wiedervereinigten Deutschland, die eine noch lebende Person zeigte, erschien im April 2007 anlässlich des 80. Geburtstags von Papst Benedikt XVI.
Vor der Heinemann-Serie gab es zwei Dauerserien mit dem Bild von Theodor Heuss (→ Heuss-Serie und Heuss-Medaillon) und zwei Ausgaben mit jeweils zwei Marken anlässlich der Wahl bzw. der Wiederwahl von Heinrich Lübke. Mit ihrer großen Zahl an Werten – neben dem Wert von 5 Pfennig gab es von 10 Pfennig bis hin zu 2 DM, mit Ausnahme des Wertes zu 180 Pfennig, jeden möglichen Wert in 10-Pfennig-Schritten, dazu kamen noch die besonderen Wertstufen in Berlin zu 8 und 15 Pfennig – und ihrer großen Auflage von mehr als 10 Milliarden Stück bei der Deutschen Bundespost und zusätzlich mehr als einer halben Milliarde Berliner Marken erreichte die Dauerserie mit dem Gesicht Heinemanns eine sehr hohe Verbreitung, obwohl bereits wenige Jahre nach seinem Amtsantritt eine zweite konkurrierende Dauerserie „Unfallverhütung“ mit ebenfalls beachtlichen Auflagen ausgegeben wurde. Nach dem Ablauf der Amtszeit Heinemanns und dem Verzicht seines Nachfolgers auf das ihm zugestandene Recht der Abbildung auf einer Dauerserie, dem sich bisher auch alle anderen Amtsnachfolger anschlossen (siehe auch Personen, die zu Lebzeiten auf einer deutschen Briefmarke geehrt wurden und Personen, die zu Lebzeiten auf einer Briefmarke der Bundesrepublik Deutschland abgebildet wurden), wurde die Heinemann-Serie ab 1975 durch die Dauerserie „Industrie und Technik“ abgelöst.

## Liste der Ausgaben
| Bild Westdeutschland | Bild Berlin | Wert in Pfennig | Ausgabedatum       | Auflage Bund, Berlin      | Mi.-Nr. Bund, Berlin |
|                      |             | 5               | 23. Juli 1970      | 321.746.000 21.042.000    | 635 359              |
| –                    |             | 8               | 8. April 1971      | – 12.500.000              | – 360                |
|                      |             | 10              | 23. Oktober 1970   | 1.182.920.000 120.236.000 | 636 361              |
| –                    |             | 15              | 20. Juni 1972      | – 36.000.000              | – 427                |
|                      |             | 20              | 23. Oktober 1970   | 980.136.000 117.530.000   | 637 362              |
|                      |             | 25              | 27. August 1971    | 793.132.000 11.720.000    | 689 393              |
|                      |             | 30              | 7. Januar 1971     | 2.447.943.000 73.466.000  | 638 363              |
|                      |             | 40              | 8. April 1971      | 2.128.584.000 39.837.000  | 639 364              |
|                      |             | 50              | 8. April 1971      | 1.278.969.000 24.429.000  | 640 365              |
|                      |             | 60              | 25. Juni 1971      | 255.404.000 12.012.000    | 690 394              |
|                      |             | 70              | 8. April 1971      | 210.417.000 13.822.000    | 641 366              |
|                      |             | 80              | 8. April 1971      | 153.266.000 7.438.000     | 642 367              |
|                      |             | 90              | 7. Januar 1971     | 33.600.000 6.400.000      | 643 368              |
|                      |             | 1 DM            | 23. Juli 1970      | 275.675.000 15.359.000    | 644 369              |
|                      |             | 110             | 16. Januar 1973    | 33.476.000 5.849.000      | 727 428              |
|                      |             | 120             | 8. März 1972       | 46.661.000 6.946.000      | 691 395              |
|                      |             | 130             | 20. Juni 1972      | 21.995.000 4.645.000      | 728 429              |
|                      |             | 140             | 16. Januar 1973    | 19.486.000 5.654.000      | 729 430              |
|                      |             | 150             | 5. Juli 1972       | 67.705.000 7.154.000      | 730 431              |
|                      |             | 160             | 8. März 1972       | 26.628.000 4.342.000      | 692 396              |
|                      |             | 170             | 11. September 1972 | 35.738.000 5.139.000      | 731 432              |
|                      |             | 190             | 16. Januar 1973    | 32.726.000 4.635.000      | 732 433              |
|                      |             | 2 DM            | 7. Januar 1971     | 170.095.000 9.340.000     | 645 370              |